# AnvilNext
Anvil engine là engine độc quyền do Ubisoft xây dựng và sử dụng để dựng hình series game Assassin's Creed và series game Prince of Perisa. Anvil engine lần đầu được phô diễn trong phiên bản Assassin's Creed phát hành vào năm 2007, engine đã phô diễn khả năng xử lý đồ họa đỉnh cao của mình. Engine này có thể tạo ra các thực thể, môi trường tốt như bãi đất, mặt biển và cả mô phỏng thời tiết, chuyển động nhân vật mượt mà, linh hoạt. Nhược điểm của Anvil Engine là có thể gây lỗi bất chợt như lỗi vật thể với tầng suất trung bình.